# Resolutie 693 Veiligheidsraad Verenigde Naties
Resolutie 693 van de Veiligheidsraad van de Verenigde Naties werd unaniem aangenomen op 20 mei 1991. Met deze resolutie werd de ONUSAL-waarnemingsmissie in El Salvador opgericht.

## Achtergrond
Begin jaren 1980 waren de landen Nicaragua, Honduras en ook El Salvador in conflict met elkaar. In Nicaragua voerden allerlei groeperingen een gewapende strijd tegen de overheid. Die groeperingen werden heimelijk gesteund door de Verenigde Staten. Die laatsten gingen ook een overeenkomst aan met Honduras tegen communistische bewegingen in Nicaragua en El-Salvador.
In El Salvador was een burgeroorlog uitgebroken tussen de overheid en de communistische beweging FMLN. Rond 1990 werd onderhandeld over vrede, wat in 1992 leidde tot de Vrede van Chapultepec.

## Inhoud
De Veiligheidsraad:
- Herinnert aan resolutie 637 die de secretaris-generaal Javier Pérez de Cuéllars missie in Centraal-Amerika steunde.
- Herinnert ook aan het Akkoord van Genève van 4 april 1990 en de Agenda van Caracas van 21 mei 1990 tussen El Salvador en het FMLN.
- Erg bezorgd over het aanhoudende geweld dat de bevolking hard treft en onderstreept dus het belang van de uitvoering van het Mensenrechtenakkoord dat beide partijen tekenden op 26 juli 1990.
- Verwelkomt de Akkoorden van Mexico tussen beiden op 27 april 1991.
- Beraadde over de rapporten van de secretaris-generaal.
- Looft de inspanningen van de secretaris-generaal en zijn vertegenwoordiger in Centraal-Amerika.
- Benadrukt het belang van bemiddeling en terughoudendheid.
- Erkend het recht van de partijen om zelf het onderhandelingsproces te bepalen.
- Roept beide partijen op verder te onderhandelen om te komen tot het einde van de strijd en de herintegratie van de FMLN in het legitieme politieke leven.
- Overtuigt dat vrede in El Salvador zal bijdragen aan een goede afloop van het Centraal-Amerikaanse vredesproces.

1. Keurt de rapporten van de secretaris-generaal goed.
2. Beslist een VN-waarnemingsmissie op te richten in El Salvador om toe te zien op de gesloten akkoorden.
3. Beslist ook dat de missie initieel voor twaalf maanden zal worden opgericht.
4. Vraagt de secretaris-generaal het nodige te doen voor de eerste fase van de missie.
5. Roept beide partijen op verder te onderhandelen om de overeengekomen doelstellingen snel te bereiken.
6. Vraagt de secretaris-generaal op de hoogte te worden gehouden over de uitvoering van deze resolutie.

## Verwante resoluties
- Resolutie 675 Veiligheidsraad Verenigde Naties (1990)
- Resolutie 691 Veiligheidsraad Verenigde Naties
- Resolutie 714 Veiligheidsraad Verenigde Naties
- Resolutie 719 Veiligheidsraad Verenigde Naties

Lijst ·  684 ·  685 ·  686 ·  687 ·  688 ·  689 ·  690 ·  691 ·  692 ·  693 ·  694 ·  695 ·  696 ·  697 ·  698 ·  699 ·  700 ·  701 ·  702 ·  703 ·  704 ·  705 ·  706 ·  707 ·  708 ·  709 ·  710 ·  711 ·  712 ·  713 ·  714 ·  715 ·  716 ·  717 ·  718 ·  719 ·  720 ·  721 ·  722 ·  723 ·  724 ·  725